# 吉もと誠
吉もと 誠（よしもと まこと、1977年4月6日 - ）は、日本の漫画家。千葉県出身。日本デザイナー学院デザイン研究科マンガコース出身。

## 来歴
28歳の時に『二年空手組キンジくん』がコロコロ漫画大学校で2005年冬期金メダルを受賞。受賞時の名義は本𠮷誠。
30歳の時に『ユメチャ!』が小学館新人コミック大賞第58回児童部門で佳作を受賞。同期受賞者に井上桃太、萬屋不死身之介がいる。
2016年、『ウソツキ!ゴクオーくん』が第61回小学館漫画賞児童向け部門を受賞。

## 人物
ファミコンのソフトを80個くらい持っていることが自慢で、今まで一番ハマったゲームは「ロックマン」。好きなお笑い芸人にトム・ブラウンを挙げている。

### 漫画家について
『週刊少年ジャンプ』に4回くらい持ち込んだことがあるが、編集者に漫画作品の主人公の年齢や読者層が低いと言われ、子供向け雑誌を勧められた。その後、甥が持っていた『コロコロコミック』を読み、面白さに衝撃を受け、漫画を投稿した。元々は『ジャンプ』で描くつもりだったため、『コロコロ』で描くことに後ろめたさがあり、子供向け漫画の描き方に悩んで追い詰められていたところから、『ゴクオーくん』のダークな主人公が生まれた。『コロコロ』の編集者に樫本学ヴの漫画を読み勉強するように言われ、参考にしている。キャラクターの頭身が高くなってしまう時はのび太を想像し、軌道修正している。
作画はアナログ作業である。ネームに詰まった時は頭を小学生に戻し、面白いか、意味がわかるかと自問自答しながら考えている。目標は『ウソツキ!ゴクオーくん』の連載1話目でしか取れたことがないアンケート1位を再び取ること。平成で一番嬉しかったことは『コロコロ』で漫画家になれたことだといい、児童漫画家であることを誇りに思っており、大人になった読者が「ゴクオーくんは面白かった」と言ってくれることを期待している。

### 好きな漫画家など
すごいと思う漫画家に村瀬範行を挙げている。漫画を描くきっかけとなった漫画は『ドラえもん』。富樫義博が好きで、自身の絵に影響する時がある。特に『幽☆遊☆白書』に影響を受け、刺激を受けたと語っている。『キン肉マン』が好きで「プロレスマン」というオマージュ漫画を描いたことがある。

## 作品リスト

### 連載
- ウソツキ!ゴクオーくん（『別冊コロコロコミック』2011年10月号 - 2012年8月号→『月刊コロコロコミック』2012年9月号 - 2021年9月号[13]、2021年10月号別冊付録[14]）
- カシバトル（『別冊コロコロコミック』2021年6月号[15]、『月刊コロコロコミック』2021年11月号、2022年2月号〈予告漫画[16]〉、2022年3月号 - 2022年11月号〈第1章[17]〉→『週刊コロコロコミック』2023年1月5日[17] - ） - 読み切りから連載化[16]。

### 読み切り
- びっくり計算王子 マハラジャくん（『月刊コロコロコミック』2007年7月号） - 単行本未収録。
- 魂！ドラグレイド（『別冊コロコロコミック』2008年6月号 - 10月号） - 単行本未収録。
- フルスイング!!イチロー（『別冊コロコロコミック』2009年12月号） - 単行本未収録。
- ブチカマシ！（『別冊コロコロコミック』2010年4月号 - 10月号） - 単行本未収録。

### 書籍
- 『ウソツキ!ゴクオーくん』、小学館〈てんとう虫コミックス〉2012年 - 2022年、全25巻
  - （完全版）小学館〈てんとう虫コミックス〉2025年、全5巻
- 『カシバトル』、小学館〈コロコロコミックス〉2022年、全2巻
  1. 2022年7月28日発売[18][19]、ISBN 978-4-09-143533-0
  2. 2022年12月27日発売[20]、ISBN 978-4-09-143567-5
- 『KASHI BATTLE』、小学館〈てんとう虫コミックススペシャル〉2023年 - 、既刊1巻（2023年6月28日現在）
  1. 2023年6月28日発売[21]、ISBN 978-4-09-143622-1